# Maramureș

Mapa de Romania amb la regió de Maramureș ressaltada

Maramureș septentrional com a part de l'òblast de Zakarpattia d'Ucraïna

Maramureș (en romanès: Maramureș i prounciat [maraˈmureʃ]; ucraïnès: Мармарощина, Marmaroshchyna; hongarès: Máramaros) és una regió geogràfica, històrica i cultural al nord de Romania i a l'oest d'Ucraïna. Es troba al nord-est dels Carpats, al llarg de l'alt riu Tisza; cobreix la depressió de Maramureș i les muntanyes dels Carpats circumdants.
Com a alternativa, el terme Maramureș també s'utilitza per al comtat de Maramureș de Romania, que conté la secció sud de la regió històrica.

## Nom en altres idiomes
Els noms alternatius de Maramureș inclouen ucraïnès: Мармарощина (Marmaroshchyna), en rutè (Maramoroš), rus: Мармарош (Marmarosh), en hongarès: Máramaros, alemany: Maramuresch i enllatí: Marmatia.

## Geografia
Maramureș és una vall delimitada per les muntanyes Oaș, Gutâi, Țibleș i Rodnei (secció nord dels Carpats de l'Est Interior) a l'oest i al sud, muntanyes Maramureș i secció central dels Carpats de l'Est Oriental a l'est i al nord, amb una fina obertura a Khust. Diverses dotzenes de petits rius i rierols de muntanya desemboquen al riu Tisa. És boscosa i no és fàcilment accessible.
Els límits de la regió estan entre els paral·lels de 47 ° 33 'N i 40 ° 02' N i els meridians de 23° 15 'E i 25 ° 03' E. Maramureș representa una de les depressions més grans dels Carpats amb una superfície d'uns 10.000 km².
La seva longitud des de Khust fins al pas Prislop és d'uns 150 km i amplada de nord a sud és de fins a 80 km.
Els principals passos de muntanya que uneixen Maramureș amb les regions veïnes són elevats i en el passat eren difícilment accessibles a l'hivern. El pas Prislop (1.414 m d'altitud) uneix la regió a l'est cap a Moldàvia, Dealul Ștefăniței (1.254 m) al sud cap a Transsilvània, el pas Pintea (987 m) cap a Baia Mare i Fărgău (587 m) a l'oest cap al país d'Oaș, mentre que el pas Frasini (Yasinia; 931 m) uneix la regió del nord amb Galítsia.
Les muntanyes que envolten aquesta regió ocupen més de la meitat de la superfície. Alguns cims superen els 2.000 m, com ara Pietrosul (2.303 m) a les muntanyes de Rodnei al sud i Hovârla (2.061 m) a Muntele Negru (Cernahora) al nord.
Les muntanyes boscoses pesades mantenen moltes espècies de plantes protegides, com el teix (Taxus baccata), el làrix (Larix decidua), el pi suís (Pinus cembra), l'edelweiss (Leontopodium alpinum); i animals, com el linx (Lynx lynx), l'isard (Rupicapra rupicapra), la marmota alpina (Marmota marmota), l'àguila daurada (Aquila chrysaetos) i el gall fer (Tetrao urogallus).
El darrer bisó europeu del territori actual de Romania, símbol de Maramureș, va ser caçat fins a l'extinció el 1852. Lostriţa, una varietat local de salmó, encara viu als rius de muntanya.
S'han creat diverses zones protegides a Maramureș. El Parc Nacional de les Muntanyes Rodnei es va designar el 1930, el Parc Natural de les Muntanyes Maramureș el 2004, i hi ha moltes altres coves, gorges, formacions de penya-segats i llacs que són zones protegides oficialment.

## Història

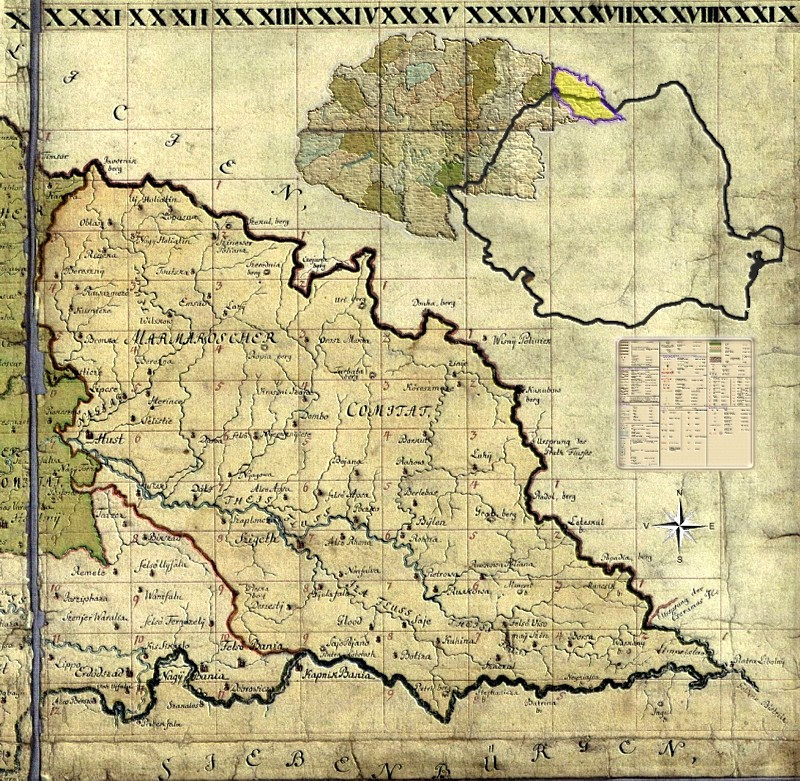
Marmaroscher Comitat al mapa del Regne d'Hongria dels Habsburg, 1780-84. Les actuals fronteres de Romania es projecten al mapa històric

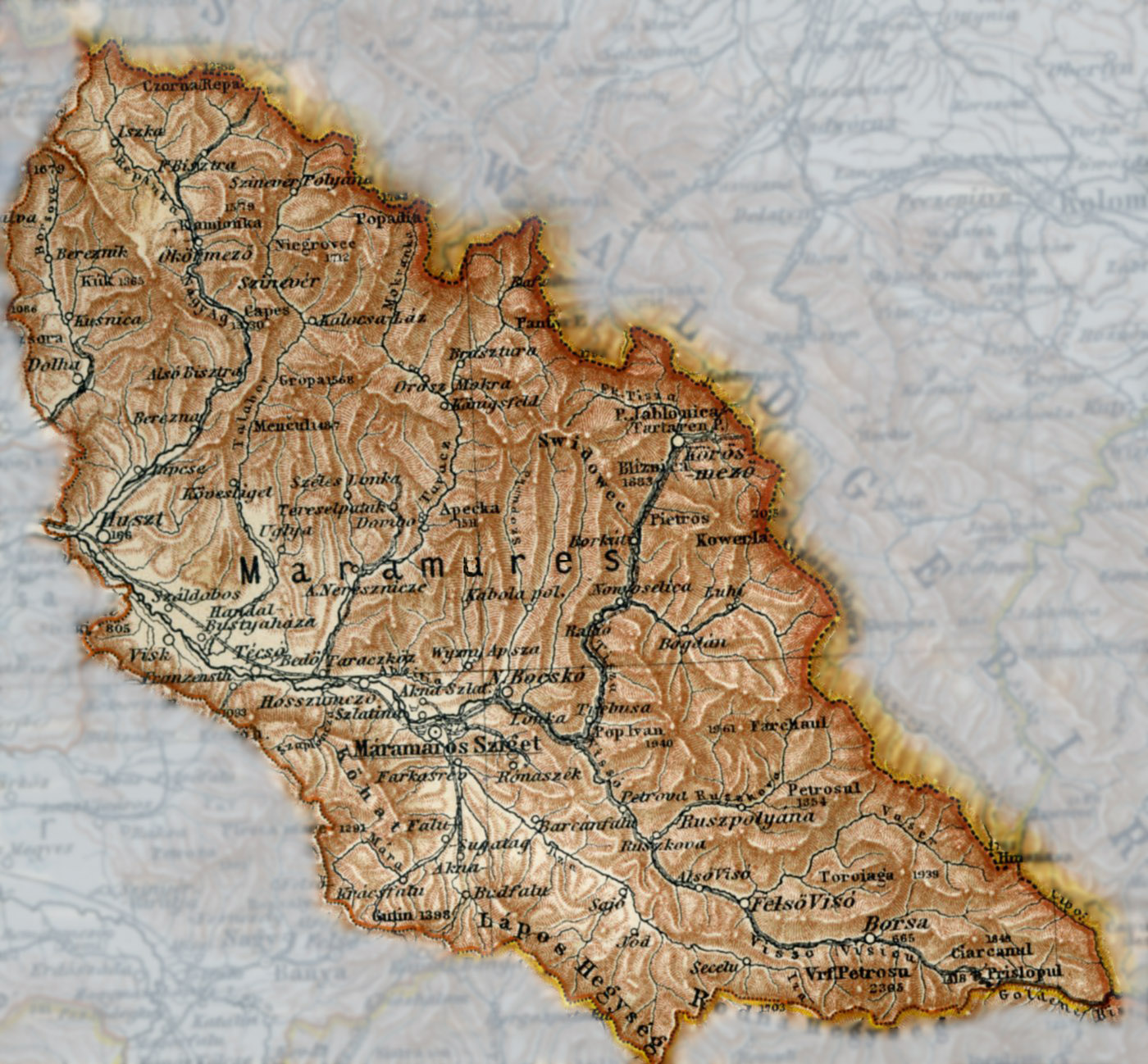
Comtat de Máramaros (hongarès : Máramaros vármegye; romanès : Comitatul Maramureș; ucraïnès : Комітат Марамарош), 1905

A l'antiguitat, aquesta zona fou poblada per celtes, dacis, sàrmates i pobles germànics. Al segle i aC, formava part del regne daci sota Burebista, mentre que a la primera edat mitjana estava governada per l'Imperi Hunnic, el Regne dels Gèpides, el Regne dels Àvars, la Croàcia blanca i la Rus de Kíev.
El territori va formar part del Regne d'Hongria des del segle xi i estava nominalment dividit entre la regió fronterera de Gyepű, comitatus de Szatmár i comitatus de Borsova. Més tard, tota la regió es va incloure al comtat de Máramaros. Inicialment, es permetia als habitants de la regió preservar la seva organització política natal, els voevodats, que formaven moltes petites àrees autònomes. Durant l'edat mitjana, la gent de molts pobles de muntanya, on per definició cada família tenia un domini considerable, es deia nameşi, és a dir, camperols lliures que s'enorgulleixen de la seva família (l'origen de la paraula és discutit, al Regne d'Hongria, lliure les persones que posseïen terres eren anomenades "nemes" en hongarès, en romanès neam significa família extensa).
Al segle xvi, el Regne d'Hongria medieval va ser envaït i destruït per l'Imperi Otomà, i la zona va passar a ser administrada pel principat otomà semi-independent de Transsilvània i més tard (a la fi del segle xvii) sota l'administració de la monarquia dels Habsburg (més tard conegut com a Imperi austríac). Durant l'administració dels Habsburg, la regió va formar part primer del Principat de Transsilvània dels Habsburg, però va ser inclosa més tard (el 1732) al Regne d'Hongria dels Habsburg. El 1867, l'Imperi austríac es va transformar en la doble monarquia d'Àustria-Hongria i la regió va ser inclosa en la Transleithania o part hongaresa de la monarquia.
Després de la Primera Guerra Mundial, la regió es va dividir entre Romania i Txecoslovàquia al territori de la República Hutsul, mentre que el 1940 tota la zona va tornar a formar part d'Hongria i va estar controlada durant la Segona Guerra Mundial fins al 1944. Després de la Segona Guerra Mundial, la secció sud va romandre dins de les fronteres romaneses i ara forma part del comtat de Maramureș; la secció nord es va incorporar a la Unió Soviètica i ara forma part de l'òblast de Zakarpattia, d'Ucraïna independent.

## Gent
A la zona sud, la majoria de la població és romanesa. També hi ha alguns hongaresos, rușins (ucraïnesos), alemanys zipser, jueus i gitanos. A la zona nord, la majoria són Rutenes, amb comunitats romaneses, hongareses i alemanyes més petites.
A la zona nord, la majoria de la gent parla la llengua rutena, mentre que a la zona sud la majoria parlen romanès, per això la regió es va dividir en dues parts. Des dels anys quaranta hi ha hagut pobles dividits en dos per la frontera estatal. Hi ha alguns pobles al nord (dins d'Ucraïna) que tenen una població romanesa considerable, així com alguns pobles de Romania que tenen una població ucraïnesa considerable.

## Galeria

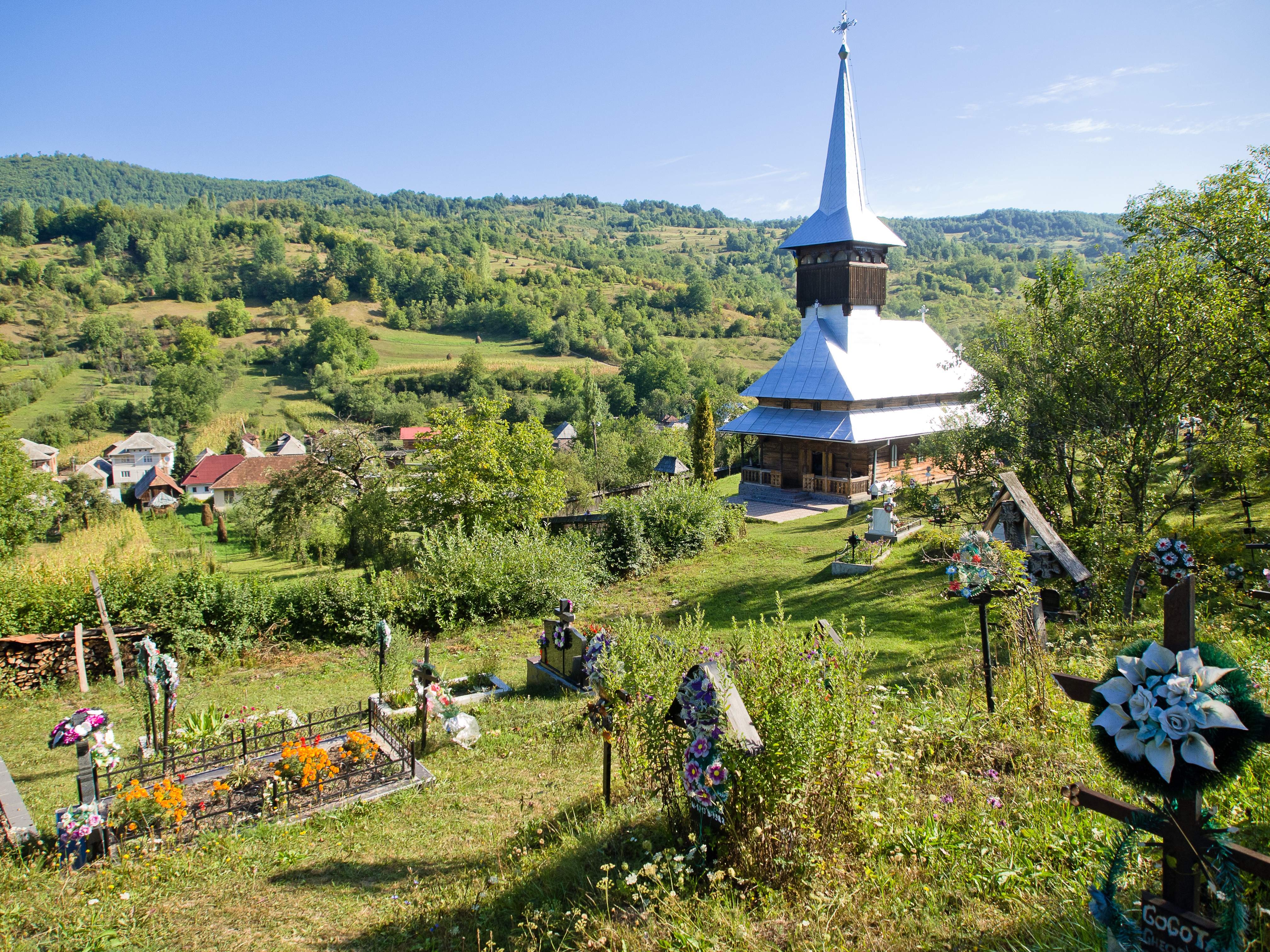
Església de fusta de Valea Stejarului
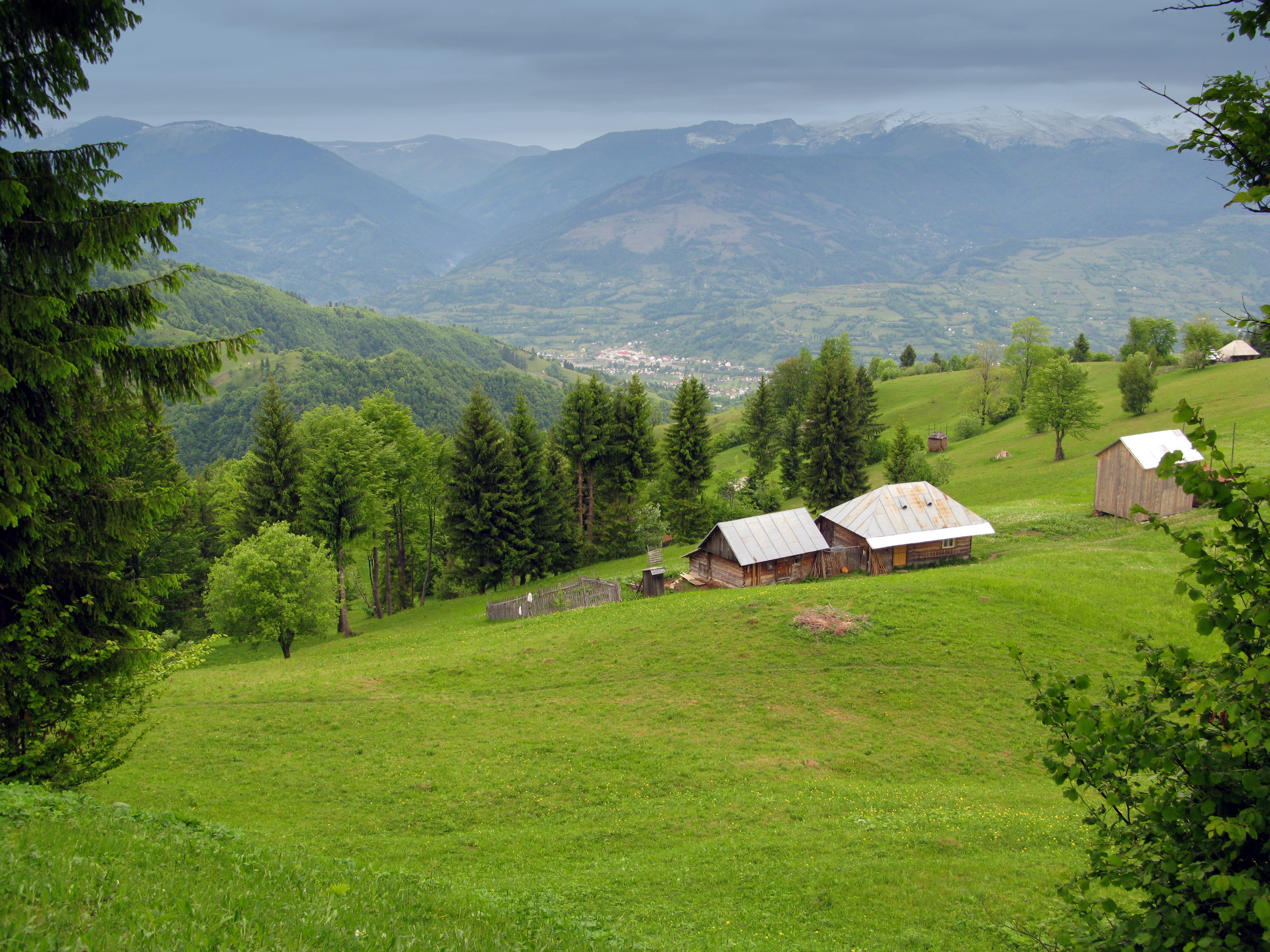
Muntanyes Maramureș
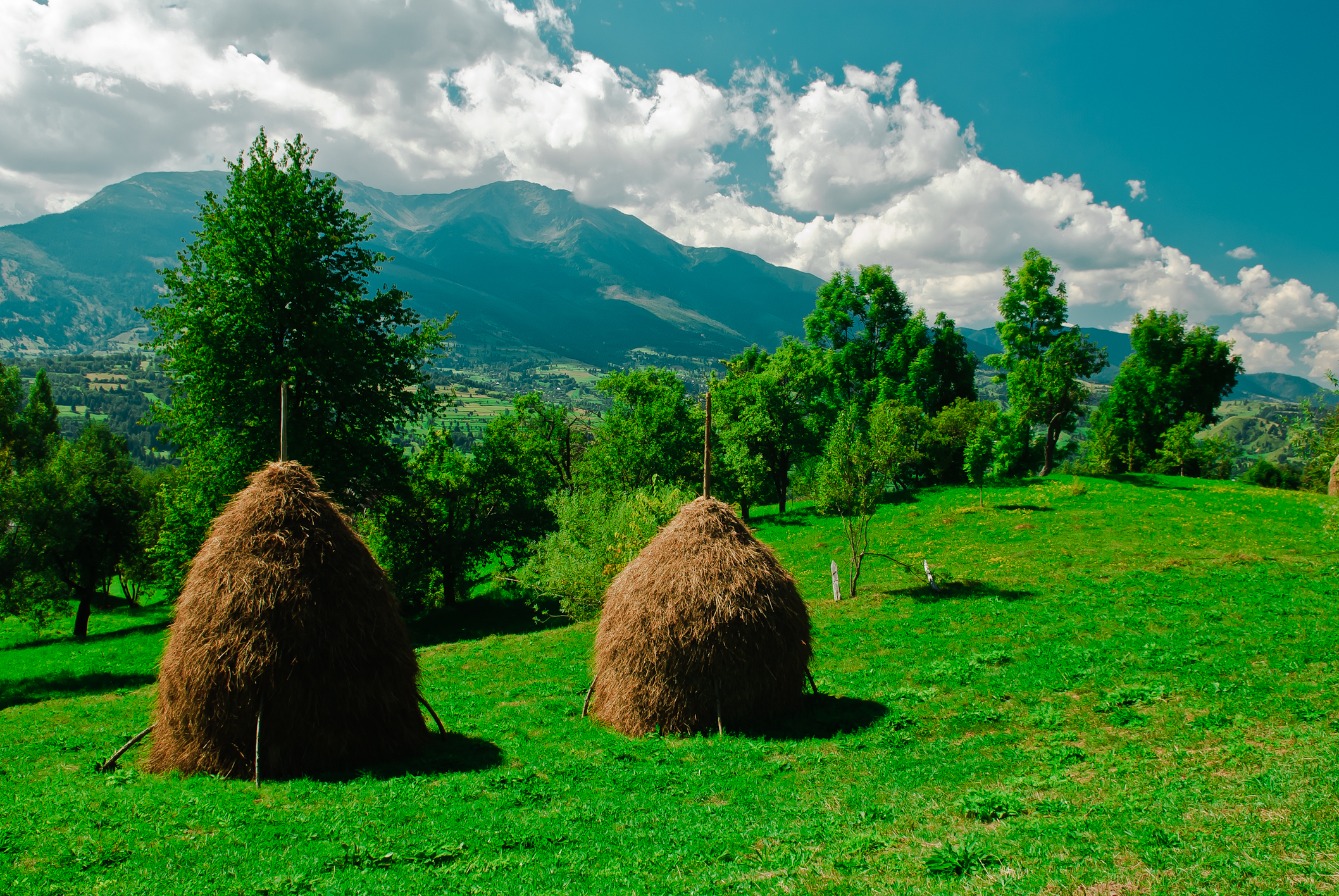
Pietrosu Mare, Parc Nacional de Rodna
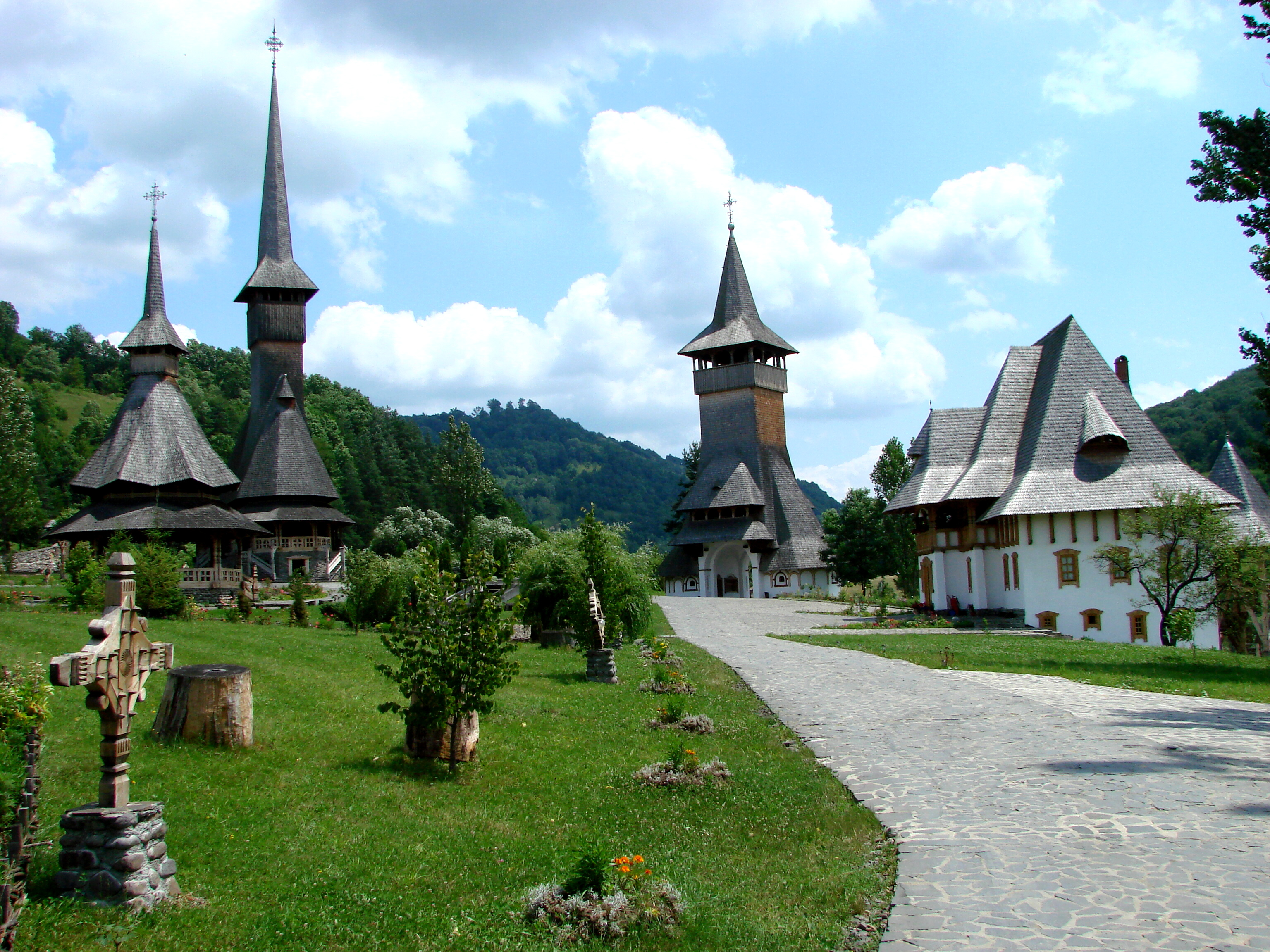
Monestir de Bârsana
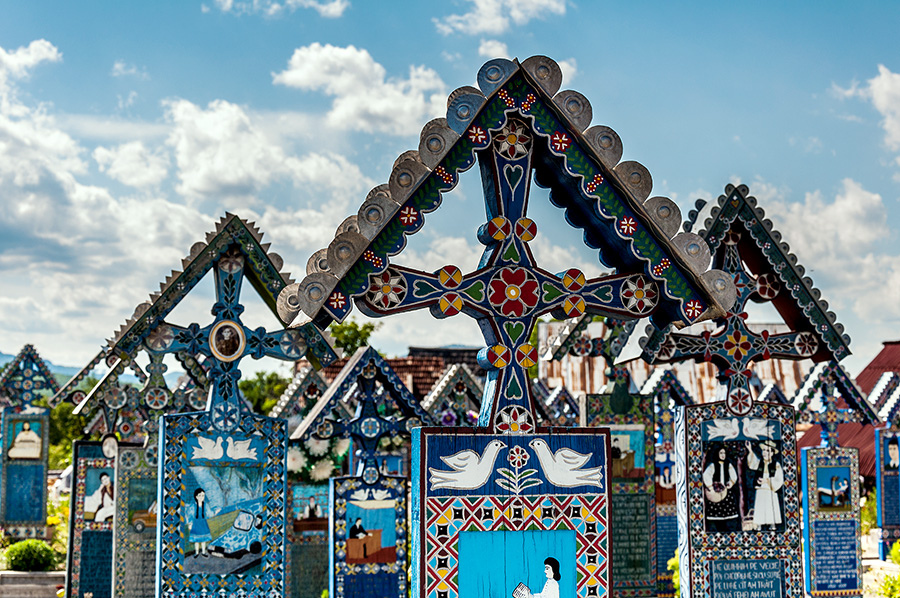
Cementiri alegre a Săpânța
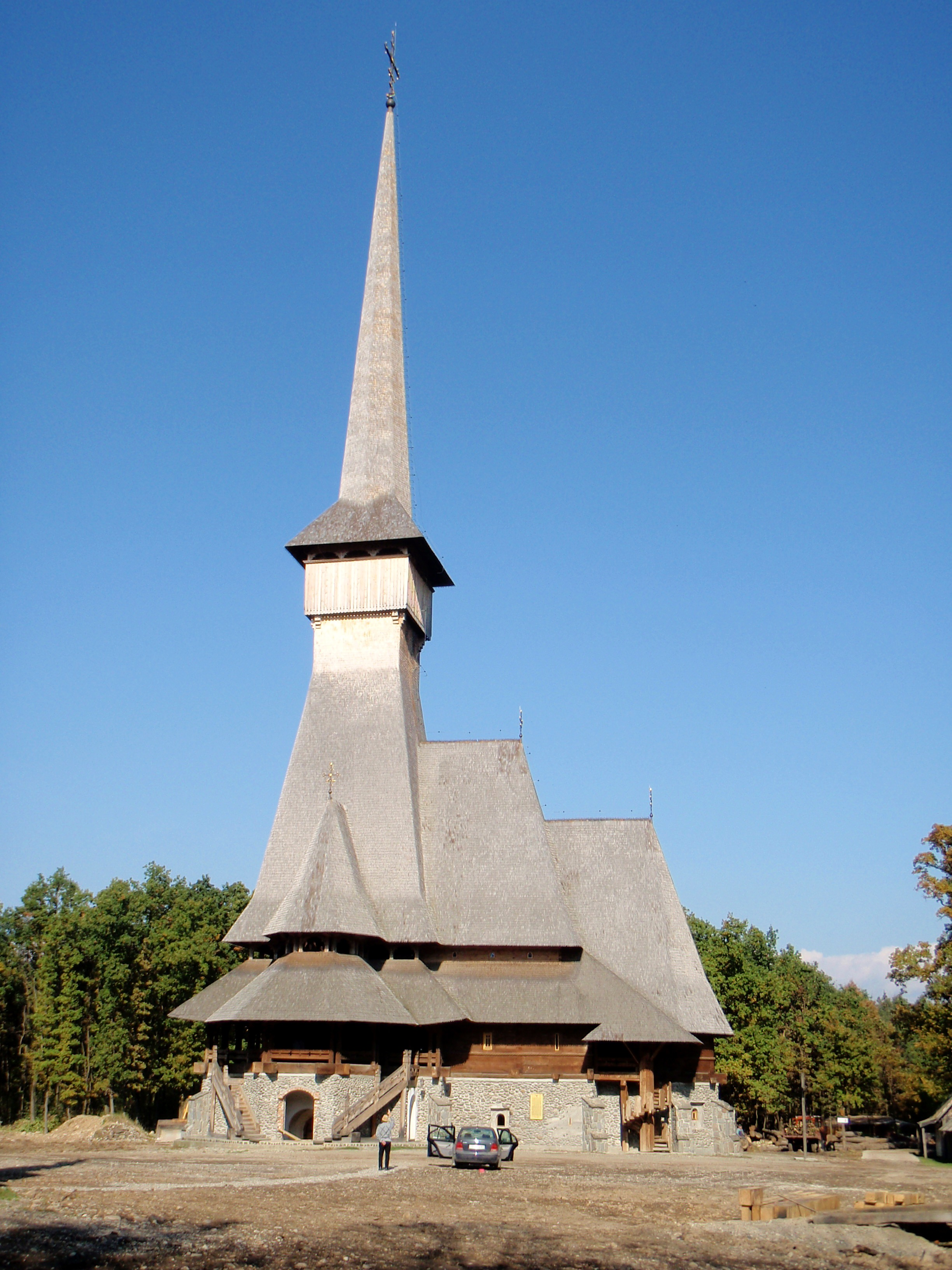
Església típica romanesa de fusta
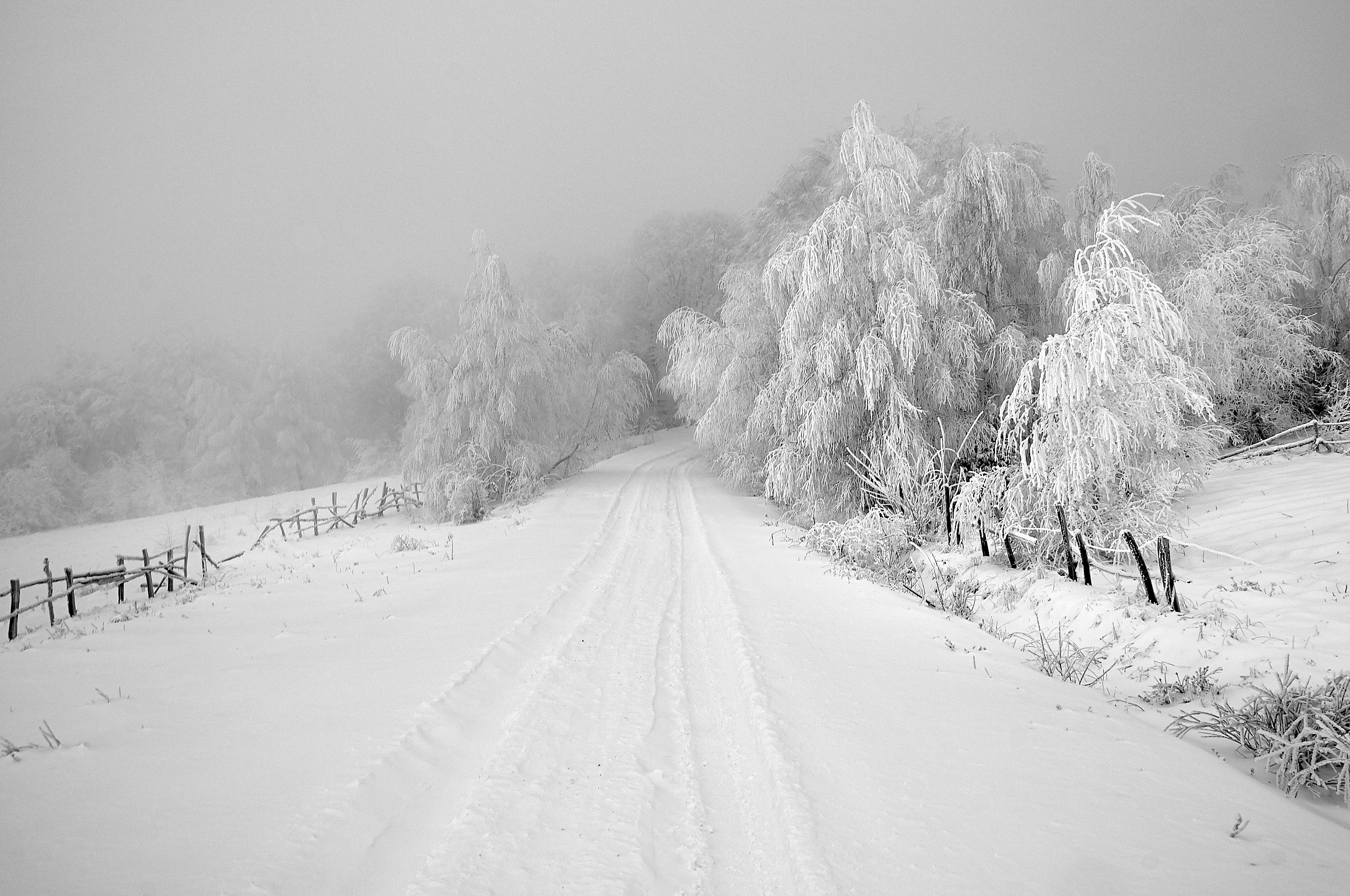
Paisatge d’hivern
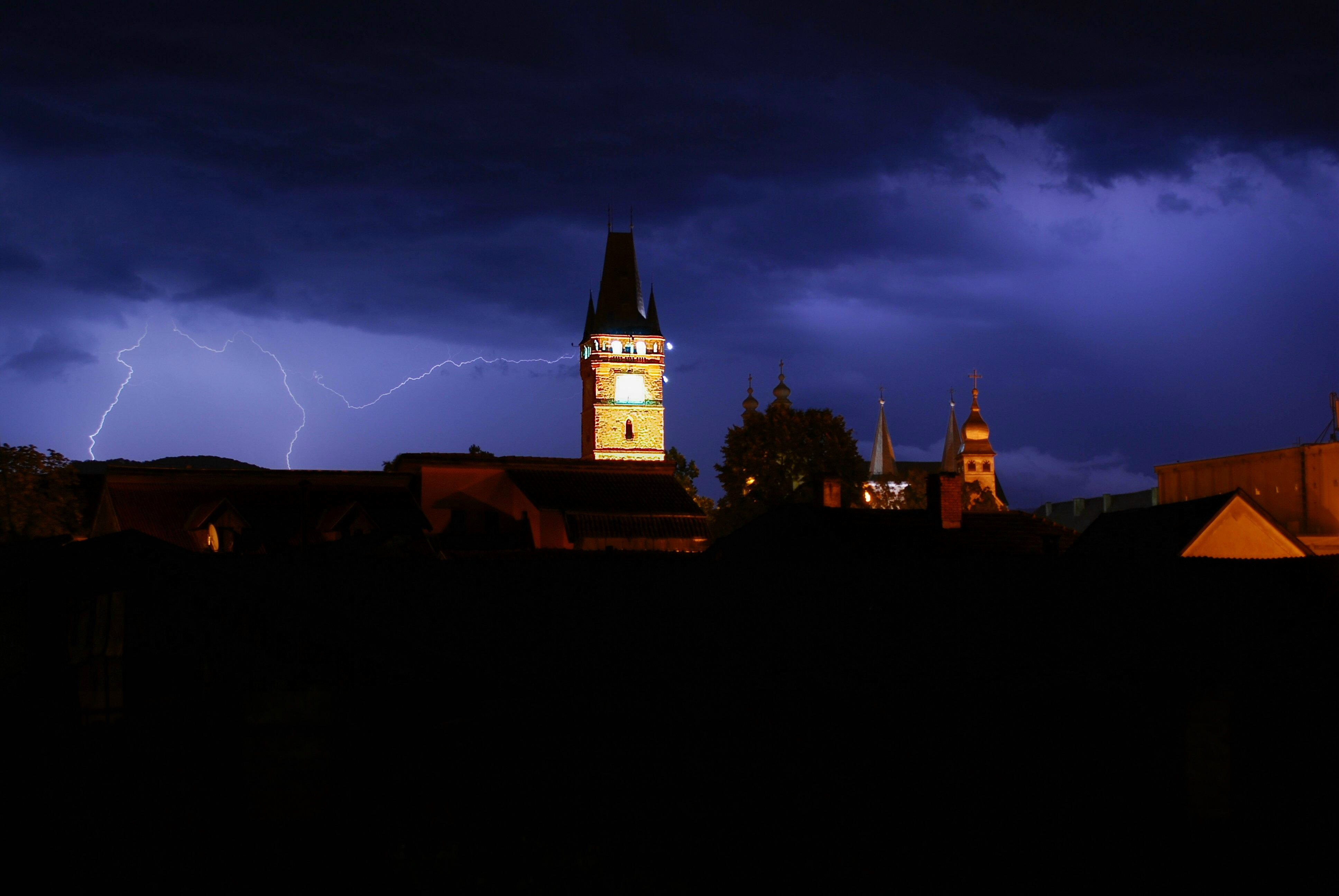
Torre de Stephen a Baia Mare
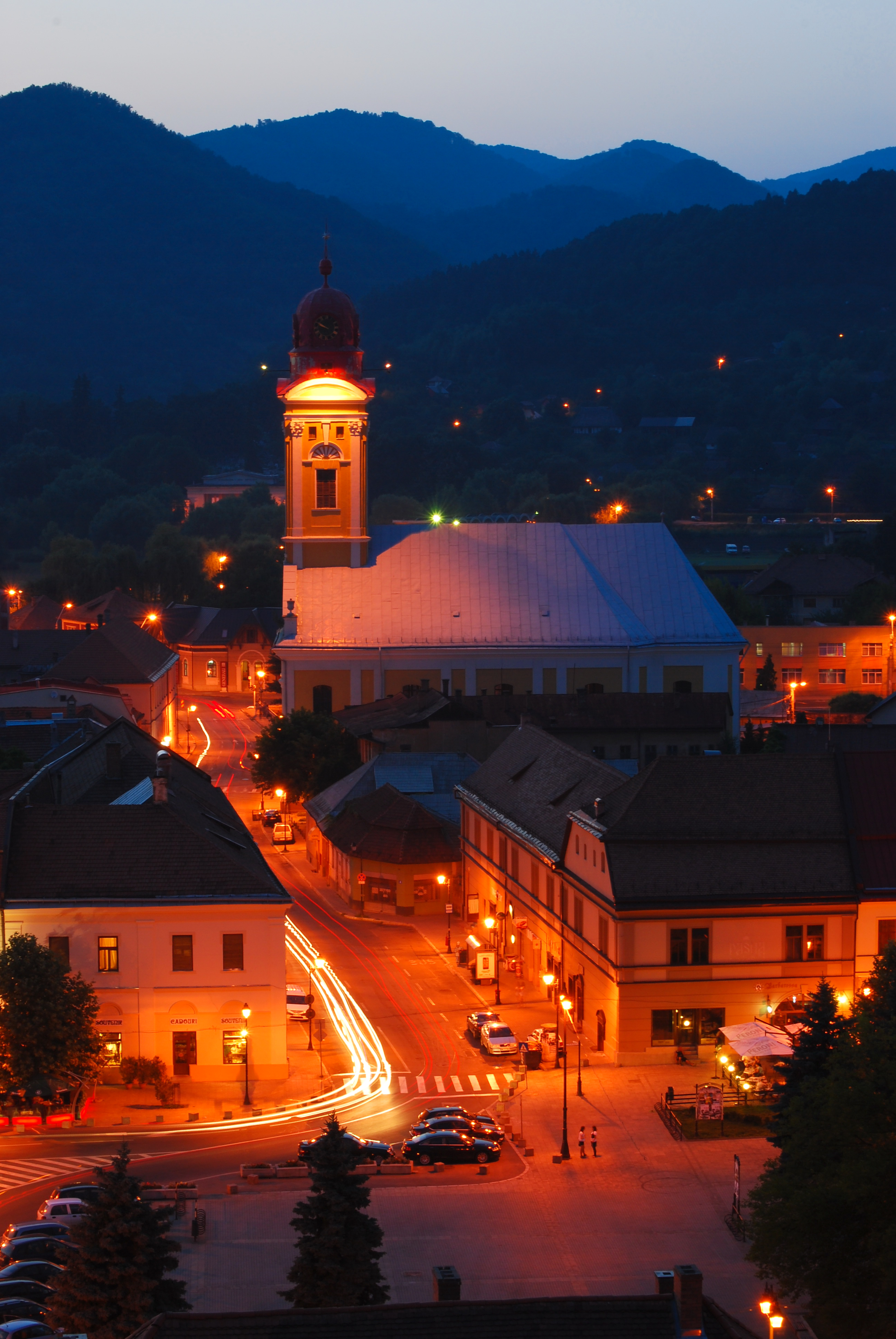
Església reformada a Baia Mare
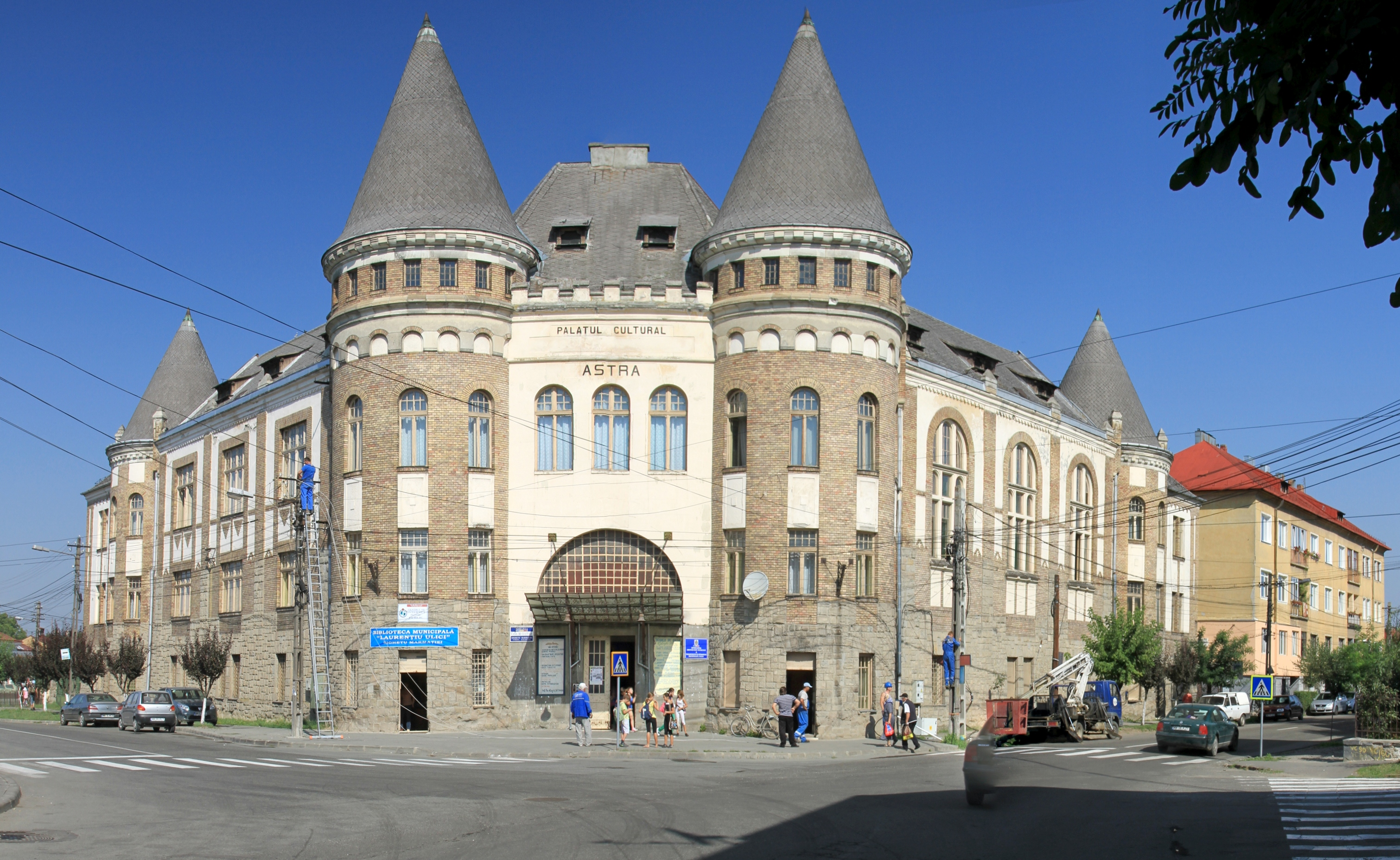
Sighetu Marmației
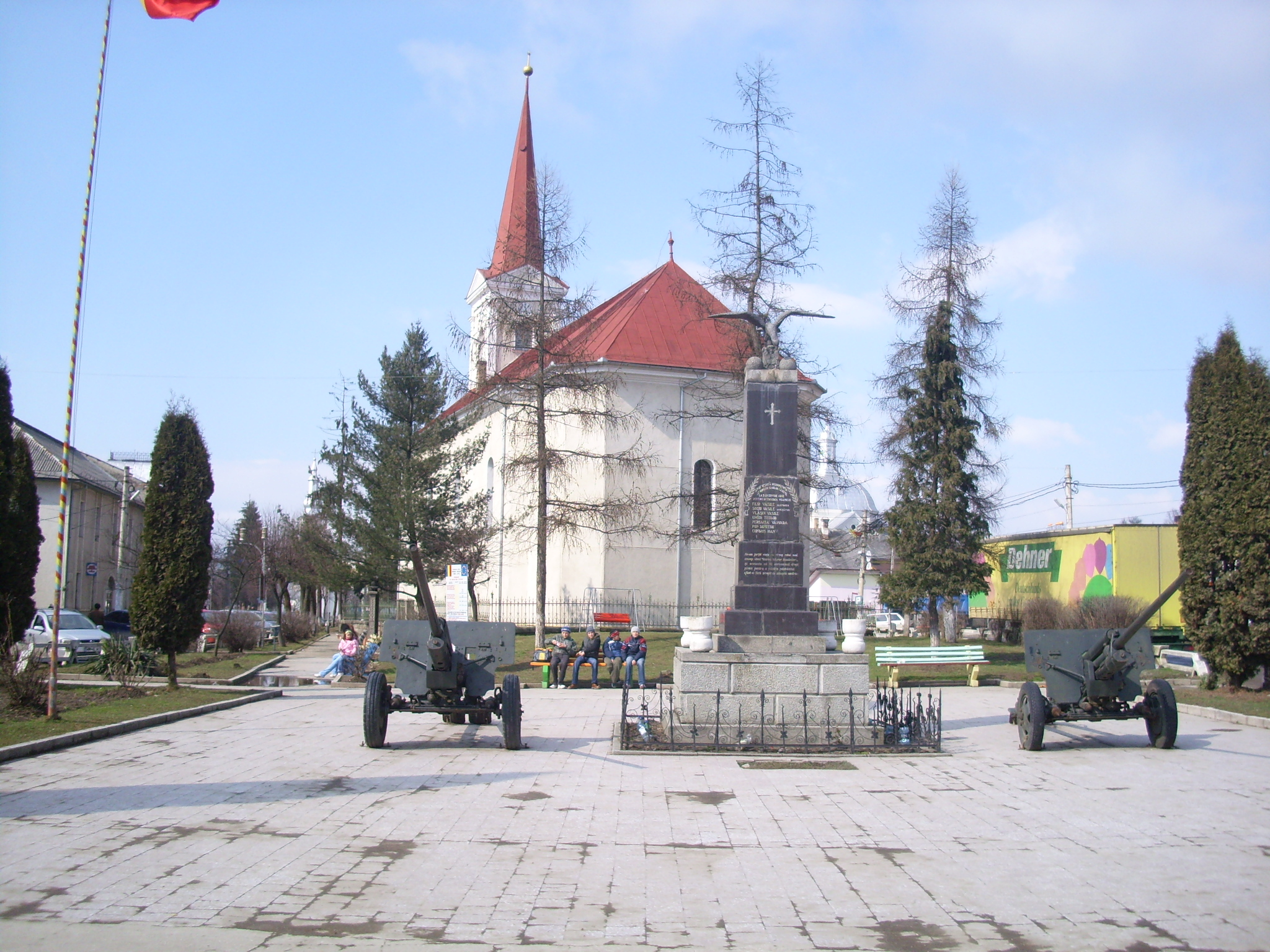
Târgu Lăpuș
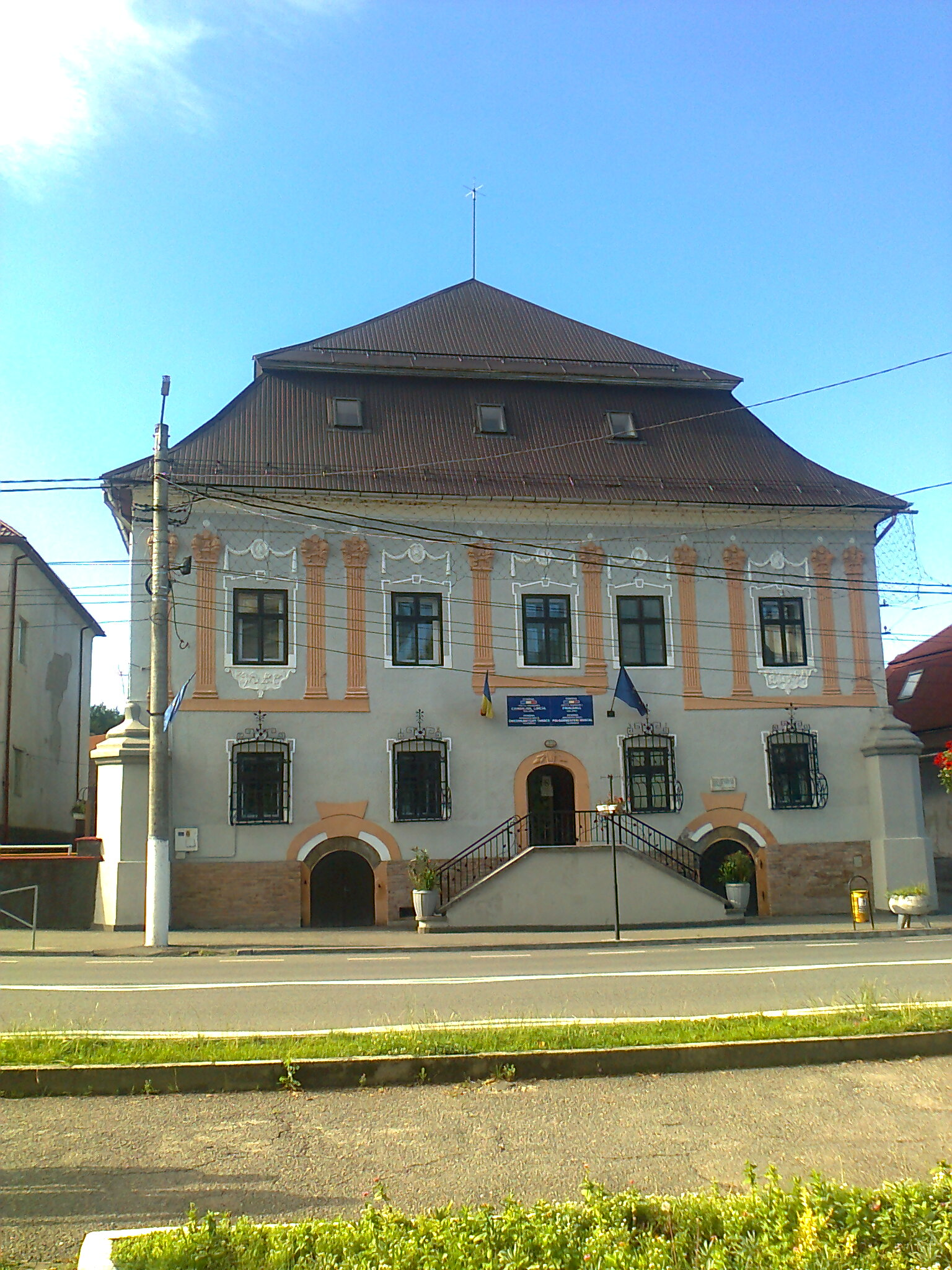
Baia Sprie